# جاسینتو ویلالبا
جاسینتو ویلالبا (انگلیسی: Jacinto Villalba؛ زادهٔ ) یک بازیکن فوتبال اهل پاراگوئه است.
وی همچنین در تیم ملی فوتبال پاراگوئه بازی کرده‌است.